# 746
| Calendário gregoriano                                                        | 746 DCCXLVI                     |
| Ab urbe condita                                                              | 1499                            |
| Calendário arménio                                                           | 195 – 196                       |
| Calendário bahá'í                                                            | -1098 – -1097                   |
| Calendário budista                                                           | 1290                            |
| Calendário chinês                                                            | 3442 – 3443                     |
| Calendário copta                                                             | 462 – 463                       |
| Calendário etíope                                                            | 738 – 739                       |
| Calendários hindus - Vikram Samvat - Calendário nacional indiano - Cáli Iuga | 801 – 802 667 – 668 3846 – 3847 |
| Calendário Holoceno                                                          | 10746                           |
| Calendário islâmico                                                          | 128 – 129                       |
| Calendário judaico                                                           | 4506 – 4507                     |
| Calendário persa                                                             | 124 – 125                       |
| Calendário rúnico                                                            | 996                             |
| Calendário solar tailandês                                                   | 1289                            |

746 (DCCXLVI na numeração romana) foi um ano comum do século VIII do Calendário Juliano, da Era de Cristo, a sua letra dominical foi B (52 semanas), teve início a um sábado e terminou também a um sábado.
| Ano completo                   |
| ------------------------------ |
| Ano comum com início ao sábado |